# Herald of Free Enterprise

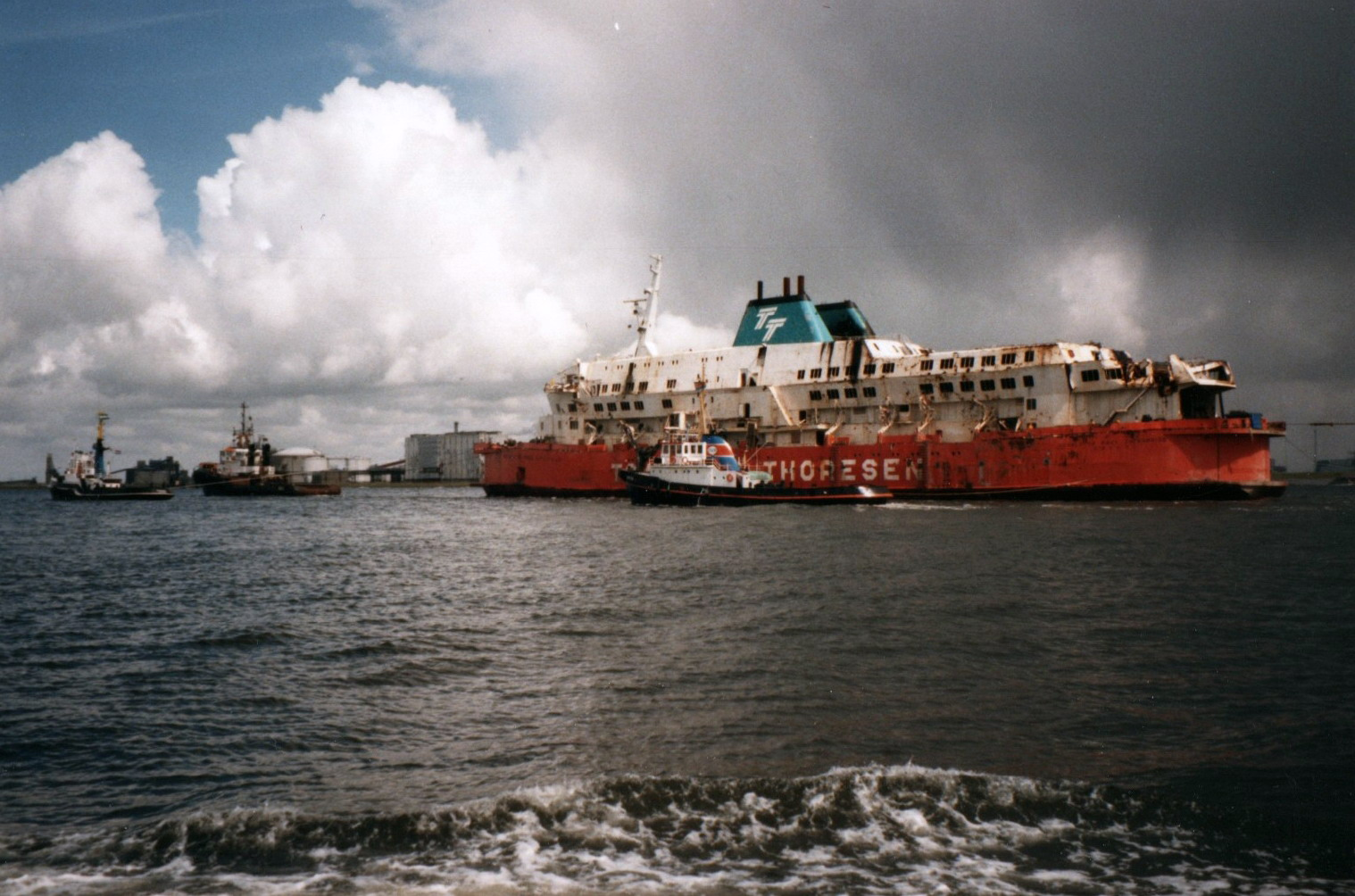
La Herald of Free Enterprise dopo essere stata recuperata

Herald of Free Enterprise è stata una nave traghetto costruita nel 1980 per la compagnia di navigazione britannica Townsend Thoresen. Il 6 marzo 1987, appena salpata dal porto di Zeebrugge, si ingavonò a seguito della mancata chiusura dei portelloni di accesso al garage, capovolgendosi sulla murata di sinistra e andando ad adagiarsi su un basso fondale. L'incidente, il più grave in tempo di pace ad aver coinvolto una nave battente bandiera britannica dai tempi del Titanic, costò la vita a 193 persone.

## Caratteristiche
La nave e le due gemelle Spirit of Free Enterprise e Pride of Free Enterprise furono ordinate a fine anni '70 dalla Townsend Thoresend agli Schichau-Unterweser AG di Bremerhaven. Le tre navi erano pensate per essere impiegate sulla rotta Dover - Calais, la più breve tra Francia e Inghilterra e per garantire tempi veloci di imbarco e sbarco di veicoli, una buona velocità di crociera e una buona accelerazione grazie ai potenti motori Sulzer 12ZV40/48 di cui erano dotate. La stessa Herald of Free Enterprise stabilì, il 10 luglio 1980, il record di traversata sulla rotta per un traghetto convenzionale, con un tempo di 52 minuti e 53 secondi.
Le navi, lunghe circa 131 metri e larghe 23, avevano una stazza lorda di 7.590 tonnellate e potevano trasportare 1.300 passeggeri e 350 automobili. Lo spazio interno era diviso in otto ponti, indicati con lettere dalla A alla H dall'alto verso il basso:
- Ponte H: sala macchine.
- Ponte G: garage principale.
- Ponte F: ponte auto
- Ponte E: garage superiore.
- Ponte D: ponte auto
- Ponte C: aree passeggeri.
- Ponte B: aree passeggeri, sistemazioni equipaggio.
- Ponte A: sistemazioni equipaggio, sala radio.

La plancia si trovava a metà altezza tra il ponte A ed il ponte B.

## Servizio
La Herald of Free Enterprise fu varata il 12 dicembre 1979 agli Schichau-Unterweser AG di Bremerhaven, venendo consegnata alla Townsend Thoresen nel maggio successivo. La nave entrò in servizio tra Dover e Calais il 29 maggio 1980. Il 10 luglio 1980 la Herald of Free Enterprise stabilì il record di traversata sulla rotta per un traghetto convenzionale, con un tempo di 52 minuti e 53 secondi.
Nel 1987 la nave fu introdotta sulla rotta Dover - Zeebrugge. Un mese dopo l'incidente del 6 marzo, il traghetto fu recuperato e rimorchiato nel porto di Zeebrugge. Successivamente, fu rinominato Flushing Range,  immatricolato a Kingstown prendendo bandiera di Saint Vincent e Grenadine e venduto per la demolizione, arrivando a Taiwan nel marzo 1988.

## L'incidente
La Herald of Free Enterprise e le gemelle non erano progettate per attraccare nel porto di Zeebrugge, le cui invasature non consentivano di scaricare contemporaneamente i garage E e G; per permettere quindi lo sbarco degli automezzi nel garage superiore era necessario riempire le casse di zavorra di prua. Il 6 marzo la nave salpò da Zeebrugge con il portellone di prua aperto. Quando la nave uscì dal porto, nonostante le condizioni meteorologiche fossero favorevoli, l'effetto combinato dell'insufficiente svuotamento delle casse di zavorra e dell'aumento di velocità (stimata intorno ai 18 nodi nei momenti immediatamente precedenti all'incidente) fece sì che una gran quantità d'acqua cominciasse a penetrare nel garage principale.
La nave cominciò a inclinarsi dal lato di sinistra, capovolgendosi rapidamente e adagiandosi con la murata sinistra su un basso fondale sabbioso. L'equipaggio della Sanderus, una draga che era al lavoro nelle vicinanze, si accorse che le luci del traghetto erano scomparse, dando immediatamente l'allarme. I soccorsi furono rapidi, ma molti passeggeri e membri dell'equipaggio rimasero intrappolati all'interno della nave; 193 persone persero la vita, la maggior parte per ipotermia (la temperatura dell'acqua era intorno ai tre gradi Celsius).

### Cause e provvedimenti
La procedura a bordo dello Herald of Free Enterprise prevedeva che la chiusura del portellone di prora fosse effettuata dall'assistente nostromo Mark Stanley, mentre il primo ufficiale di coperta Leslie Sabel avrebbe dovuto controllare che l'operazione fosse effettivamente portata a termine. Tuttavia, nel giorno dell'incidente Stanley, terminate le proprie mansioni all'arrivo della nave a Zeebrugge, si ritirò nella propria cabina per riposarsi, non svegliandosi neanche quando fu dato il segnale di partenza della nave. Sabel, pressato da altri compiti, non attese l'arrivo di Stanley, mentre il nostromo Terence Ayling dichiarò di essere stato probabilmente l'ultimo membro dell'equipaggio presente sul ponte G, ma di non aver chiuso i portelloni di prora perché questo non rientrava nei suoi compiti. Il comandante, che dalla plancia non poteva vedere se il portellone fosse chiuso, né disponeva di segnali che ne segnalassero lo stato, poté solo presumere che l'operazione fosse stata compiuta prima di dare l'ordine di mollare gli ormeggi e salpare.
L'inchiesta successiva all'incidente rivelò che già nel 1983 la Pride of Free Enterprise, gemella della Herald, aveva navigato da Dover a Zeebrugge con i portelloni di prora e di poppa aperti perché l'assistente nostromo incaricato della loro chiusura si era addormentato. Nel caso dello Herald of Free Enterprise, tuttavia, diversi altri fattori concorsero ad aggravare la situazione. Lo svuotamento delle casse di zavorra di prora, pur avviato, non era infatti ancora stato completato, rendendo la prua più bassa sull'acqua. Inoltre, il fondale basso accentuava il fenomeno del cosiddetto "dynamic sinking", ovvero la tendenza di una nave in movimento ad alzare la propria linea di galleggiamento, aumentando il pescaggio. Questo, insieme alla crescita dell'altezza dell'onda di prora conseguente all'aumento di velocità, fece sì che quando la nave raggiunse circa 18 nodi di velocità, l'acqua arrivasse al livello del garage G, invadendolo e causando la rapida sommersione del traghetto.
L'inchiesta evidenziò, inoltre, delle mancanze nell'intera organizzazione della compagnia di navigazione, criticando in particolar modo la mancanza di direttive chiare agli equipaggi e una generica mancanza di comunicazione tra la dirigenza della compagnia e il personale navigante.
In seguito all'incidente la P&O, proprietaria del marchio Townsend Thoresen, lo ritirò dal mercato, rinominando la compagnia in "P&O European Ferries" e cambiando la livrea delle navi. Furono inoltre apportate diverse migliorie ai regolamenti sulla costruzione di unità di questo tipo, tra cui un aumento del bordo libero previsto per le unità di nuova costruzione.